# Episodi di Animaniacs (serie animata 2020) (prima stagione)
La prima stagione della serie animata Animaniacs è stata pubblicata negli Stati Uniti il 20 novembre 2020 su Hulu.
| nº | Titolo                                                                                | Pubblicazione USA |
| -- | ------------------------------------------------------------------------------------- | ----------------- |
| 1  | Jurassic Lark (Jurassic Warner: il mondo ritrovato)                                   | 20 novembre 2020  |
| 1  | Suspended Animation, Part 1 (Il caso dell'animazione interrotta - Prima parte)        | 20 novembre 2020  |
| 1  | Of Mice and Memes (Come topi e meme)                                                  | 20 novembre 2020  |
| 1  | Suspended Animation, Part 2 (Il caso dell'animazione interrotta - Seconda parte)      | 20 novembre 2020  |
| 2  | Warners Unbound (I Warner all'arrembaggio)                                            | 20 novembre 2020  |
| 2  | How to Brain Your Dragon (Come il Prof. fa allenare un drago)                         | 20 novembre 2020  |
| 2  | Suffragette City (Suffragette in città)                                               | 20 novembre 2020  |
| 3  | Gold Meddlers (Il negozio d'oro di medaglie)                                          | 20 novembre 2020  |
| 3  | Pinko and the Brain (Il Mignolo col Prof. e ... Pinko)                                | 20 novembre 2020  |
| 3  | Math-terpiece Theater: Apples (Il teatro dei capolavori matematici: le mele)          | 20 novembre 2020  |
| 4  | Bun Control (L'invasione dei conigli bianchi)                                         | 20 novembre 2020  |
| 4  | Ex-Mousina (Una mostruosa creazione)                                                  | 20 novembre 2020  |
| 4  | Bloopf (Il grande bluff dei Warner)                                                   | 20 novembre 2020  |
| 5  | Good Warner Hunting (Una caccia ... non troppo buona)                                 | 20 novembre 2020  |
| 5  | No Brainer (Un Prof. senza cervello)                                                  | 20 novembre 2020  |
| 5  | Ralph Cam (Una videocamera di sicurezza per Ralph)                                    | 20 novembre 2020  |
| 6  | The Cutening (L'essenza della carineria)                                              | 20 novembre 2020  |
| 6  | Close Encounters of the Worst Kind (Gli incontri ravvicinati della peggior specie)    | 20 novembre 2020  |
| 6  | Equal Time (Via col tempo)                                                            | 20 novembre 2020  |
| 7  | Warner She Wrote (Una signora tra i Warner)                                           | 20 novembre 2020  |
| 7  | France France Revolution (Una rivoluzione quasi francese)                             | 20 novembre 2020  |
| 7  | Gift Rapper (Regalo Rap)                                                              | 20 novembre 2020  |
| 8  | WhoDonut (Donut a chi?)                                                               | 20 novembre 2020  |
| 8  | Mousechurian Candidate (Un candidato da topi)                                         | 20 novembre 2020  |
| 8  | Starbox and Cindy (Scatola stellata e Cindy)                                          | 20 novembre 2020  |
| 9  | Here Comes Treble (Arriva Treble)                                                     | 20 novembre 2020  |
| 9  | That's Not the Issue (Una copia non-originale)                                        | 20 novembre 2020  |
| 9  | Future Brain (Il Prof. del futuro)                                                    | 20 novembre 2020  |
| 9  | The Incredible Gnome in People's Mouths (L'incredibile gnomo sulla bocca della gente) | 20 novembre 2020  |
| 10 | Anima-Nyet (Fuga dalla Russia)                                                        | 20 novembre 2020  |
| 10 | Babysitter's Flub (Babysitter per tre)                                                | 20 novembre 2020  |
| 10 | The Warners' Press Conference (La conferenza stampa dei Warner)                       | 20 novembre 2020  |
| 11 | Phantomaniacs (L'Halloween degli Animaniacs: una storia terrificante)                 | 20 novembre 2020  |
| 11 | Fear and Laughter in Burbank (Paura e risate a Burbank)                               | 20 novembre 2020  |
| 11 | Bride of Pinky (La sposa di Mignolo)                                                  | 20 novembre 2020  |
| 11 | Things That Go Bump in the Night (Cose che saltano di notte)                          | 20 novembre 2020  |
| 12 | A Zit! (Attenti all'elettricità)                                                      | 20 novembre 2020  |
| 12 | 1001 Narfs (La carica dei 1001 nacchi)                                                | 20 novembre 2020  |
| 12 | Manny Manspreader (Lui è Manny)                                                       | 20 novembre 2020  |
| 13 | Hindenburg Cola (Hinderburg Cola: la rivincita)                                       | 20 novembre 2020  |
| 13 | Roadent Trip (Un viaggio tra i deserti)                                               | 20 novembre 2020  |
| 13 | Flotus, Flotus. What Do You Know About Us? (Cosa vuoi sapere di noi, o Flotus?)       | 20 novembre 2020  |